# Ignavis semper feriae
 Ignavis semper feriae  лат. (изговор: игнавис семпер ферије). Лијенима су увијек празници. Теокрит

## Поријекло изреке
Изрекао Теокрит (grčki: Θεόκριτος), хеленистички пјесник у првој половини 3 вијека прије нове ере. (Теокрит:творац буколског песништва)

## Значење
Лијени никада не раде и зато свакодневно славе.